# ماثيو ديني
ماثيو ديني (بالإنجليزية: Matthew Denny) هو منافس ألعاب قوى أسترالي، ولد في 2 يونيو 1996 في كوينزلاند في أستراليا.

## وصلات خارجية
- ماثيو ديني على موقع الاتحاد الدولي لألعاب القوى (الإنجليزية)
- ماثيو ديني على موقع النتائج التاريخية لألعاب القوى الأسترالية (الإنجليزية)
- ماثيو ديني على موقع اللجنة الأولمبية الدولية (الإنجليزية)
- ماثيو ديني على موقع أوليمبيديا (الإنجليزية)
- ماثيو ديني على موقع اللجنة الأولمبية الأسترالية (الإنجليزية)